# 魔力宝贝
《魔力寶貝》是由日本多玩國公司開發，史克威爾艾尼克斯公司出品的一款大型Q版2D角色扮演類網路遊戲，營運至今已有多年，是兩岸四地營運時間最長的網路遊戲之一。現台灣及港澳地區由大宇資訊代理；中國大陸地區的《魔力寶貝》由易玩通網（易通幻龍）代理，由史克威爾艾尼克斯在華的子公司史克威爾艾尼克斯中國大陸（簡稱：SEC）提供技術支援。

## 人物
在遊戲中，人物有28種造形，而且各有不同，每種造形也有四種不同的顏色的衣著和髮型，一共有168種。
後大宇在自製資料片《砂之記憶與覺醒之光》中又更新了潘妮與奧瑪兩種造型，因此目前台灣共有180種人物造型可供玩家做選擇。
2013年，大宇亦於自製資料片《輪迴之守》中又更新了卡卡西與亞紀公主兩種造型，並於7月《浪人之戀》更新草盞與莉莉絲兩種角色供玩家選擇。
2016年12月，大宇自製資料片《天使之降臨》中，更新了寇納斯與阿娜蒂雅兩種造型可供玩家選擇

### PUK前的原有人物
- 男：辛、伯克、菲特、卡茲、凱、托布、瓦烏
- 女：阿咪、卡伊、梅古、艾露、麗、萌子、烏嚕

※以上人物名稱並未在遊戲內出現過，僅見於中國大陸地區原營運公司網星史克威爾艾尼克斯所發行的遊戲軟件包附帶文字材料及非官方資料網站上。

### PUK新增人物
- 男：謝堤、彼特、左藏、尼爾森、貝堤特、蘭斯洛特、威斯凱爾
- 女：莎拉、綾女、福爾蒂雅、夏菈、萍萍、葛蕾絲、荷蜜

※以上人物名稱並未在遊戲內出現過，僅見於中國大陸地區原營運公司網星史克威爾艾尼克斯所發行的遊戲軟件包附帶文字材料及非官方資料網站上。

### 《砂之記憶與覺醒之光》新增人物
- 男：奧瑪
- 女：潘妮

### 《輪迴之守》新增人物
- 男：卡卡西
- 女：亞紀公主

### 《浪人之戀》新增人物
- 男：草盞
- 女：莉莉絲

### 《天使之降臨》新增人物
- 男：寇納斯
- 女：阿娜蒂雅

## 玩法

《魔力寶貝》PUK2截圖

遊戲是以隨機碰撞式的戰鬥，意即玩家無法看見地圖上的敵人，頭目戰例外。玩家必須要在30秒內作出決定，否則角色不動。如果玩家不使用寵物的話，可以有兩回行動，但技能只能在其中一回中使用。隨機戰鬥中，可能會偷襲敵人，或者被敵人偷襲。此時被偷襲的一方第一回合將不能行動。
遊戲目前有多達43個不同職業，分為物理系、魔法系、寵物系、製造系、採集系、服務系。中國大陸自5.5版起自行設計了新職業－聖騎士。台灣則自行設計了新職業－爆彈師、紡織工。不同的職業有不同的裝備和技能限制，因此也有不同的難度，玩家可體驗到完全不同的遊戲方法與樂趣。

### 寵物
玩家可以通過使用購買的封印卡，將普通戰鬥中的怪物封印為寵物，前提是玩家的寵物的圖鑑已登錄了該類怪物。寵物圖鑑會在與怪物戰鬥後有一定機率掉落；盜賊這個職業出現後，可以以一定機率直接從怪物身上偷得寵物圖鑑卡。封印有一定的成功機率，可以通過學習技能「精靈的盟約」來提高，但該技能對於封印師才有顯著的效果，其他職業學習效果並不顯著。寵物們會幫助玩家戰鬥，並可以在升級後決定成長的點數。玩家可以攜帶五隻寵物，戰鬥前可將最多三隻寵物設成待命，進入戰鬥後玩家會派出被設成戰鬥的寵物出來協助戰鬥，並可在戰鬥其間以一個回合行動的代價中收回或把寵物更換成其餘最多兩隻被設成待命的寵物。

### 任務
魔力寶貝裡有很多的任務，與劇情做巧妙的配合，其中有大部分是無法獨自一個人完成的。任務數量也是許多線上遊戲所難以望其項背的。
- 任務的分類

- 就職任務：為了就職的必要任務。
- 階級任務：為了提升現在職業階級的必要任務。
- 一般任務：劇情短小、故事生活化的小型任務。
- 主線劇情：「魔力寶貝」主要故事劇情任務。

## 開發

### 魔力寶貝主要故事
開發：多玩國 (英語：Dwango，日語：ドワンゴ)

製作人：齊藤陽介

音效：藤原光一

### PUK〜龍之沙漏〜
開發：多玩國 (英語：Dwango，日語：ドワンゴ)

圖形：Zener Works (日語：ツェナワークス)

內容：增加了新區域，舞者，盜賊，偵探，仙人

### PUK2〜樂園之卵〜
開發：Ponsbic (日語：ポンスビック)

角色設計：戸部淑

音效：伊藤賢治

內容：添加了新界面，新區域，新技能，公會系統，公會室，公會怪物

Ponsbic是一家以公司SQUARE （日語：スクウェア）的第三開發（“聖劍傳說2”，“超時空之鑰 次元之旅”等）為中心的公司。2011年1月5日破產。

### PUK3〜天界之騎士與星詠之歌姬〜
開發：Ponsbic (日語：ポンスビック)

角色設計：戸部淑

音效：伊藤賢治

內容：新區域，增加了乘車系統

### PUK4〜砂之記憶與覺醒之光〜
開發：大宇資訊

### PUK5〜輪迴之守〜
開發：大宇資訊

### PUK6〜天使之降臨〜
開發：大宇資訊

## 營運
迄今為止日本方面除本篇（1.0版本）外已經發行了3個資料片：
- Power Up Kit（簡稱PUK，又稱V2）《龍之沙漏》（台灣2.0/中國大陸3.0）
- PUK2（又稱V3）《樂園之卵》（台灣3.0/中國大陸4.0）
- PUK3《天界之騎士與星詠之歌姬》（台灣4.0/中國大陸5.0）

台灣方面由大宇資訊單獨製作發行多個資料片：
- 《魔弓傳奇》（台灣1.5）
- PUK4《砂之記憶與覺醒之光》（台灣5.0）
- PUK5《輪迴之守》（台灣6.0）
- PUK6《天使之降臨》（台灣7.0）

中國大陸方面由史克威爾艾尼克斯中國大陸製作發行：
- 《和諧之曙光》（中國大陸6.0）

正統續作：
- 《魔力寶貝II》（Concerto Gate）——中國大陸由久遊網營運，港澳地區由滙思數碼營運，台灣由宇峻奧汀營運。
- 《魔力寶貝》手機版（CROSS GART） 由日本 《SQUARE ENIX 》授權並監製由中國《完美世界》研發手機版 ——中國大陸由完美世界營運，台港澳地區由艾玩天地代理營運。
- 《魔力寶貝手機版》由 腾訊與史克威尔艾尼克斯(中国)互动科技聯合製作。
- 《魔力寶貝M》由 遊戲橘子與史克威尔艾尼克斯(中国)互动科技聯合製作。

### 日本營運情況
日本《魔力宝贝》由2001年7月26日开始运营，至2007年10月3日结束，其运营时间为日本国内日产MMORPG网络游戏之最。

### 台港澳營運情況
- 《魔力寶貝》由大宇資訊股份有限公司取得台港澳營運權，及後再授權於匯思代理有限公司負責港澳地區的宣傳及銷售部份，並於2001年9月28日正式營運。截至2024年1月1日，遊戲仍在營運。
- 《魔力寶貝M》由遊戲橘子與史克威尔艾尼克斯(中国)互动科技聯合製作，並於2019年6月25日正式營運。
- 《魔力寶貝：永恆初心》是初心網絡科技與大宇資訊為臺灣、香港以及澳門地區的玩家[1]共同推出的官方繁體中文版本[2]網絡遊戲。2021年2月26日發布推出的消息[3]。以《魔力寶貝》的1.0「神獸傳奇」、1.5「魔弓傳奇」與2.0「龍之沙漏」[4]為藍圖進行平衡性的細部調整[5][4][6]。截至2022年4月20日，經過4月14日的伺服器合併後，剩下永恆雙子及永恆魔羯兩大伺服器，遊戲仍在營運。
- 《魔力寶貝:回憶》是由樂庚遊戲所代理的魔力寶貝手遊，聲稱是最高PC版本還原度，預計4月26日於iOS / Android平台推出。

### 中國大陸營運情況
- 《魔力寶貝》電腦端遊

原本是由史克威爾艾尼克斯與大宇資訊合作成立的公司網星史克威爾艾尼克斯（簡稱：網星）運營。2005年年初，有遊戲媒體報導中國大陸地區的《魔力寶貝》將由母公司史克威爾艾尼克斯親自運營。2005年12月1日，史克威爾艾尼克斯正式與大宇結束在中國大陸的合作，並在北京成立了子公司：史克威尔艾尼克斯（中国）互动科技有限公司（簡稱：SEC），從此中國大陸的《魔力寶貝》由子公司親自運營。截至2021年1月6日，遊戲仍在營運。
- 《魔力寶貝》手機版

中國大陸由完美世界營運，由2014年7月14日開始，並已於2017年12月13日停止營運。
曾出現台港澳地區版本，由艾玩天地代理營運。魔力寶貝-洪荒之力於2017年11月29日停止營運之公告，台港艾玩停服日期為2017年12月31日。
- 《魔力寶貝手機版》

由腾訊與史克威尔艾尼克斯（中国）互动科技聯合製作，2018年6月12日不刪檔公測。

#### 外掛
外挂问题，是始终围绕着《魔力宝贝》的。
起初，网星对外挂持绝对否定态度，曾一日内将64000个涉嫌使用外挂的人物予以停权处理。当然，魔力也曾吸收了外挂“双开”的功能，并结合到游戏程序中，使玩家能在一台电脑上同时开两个或两个以上的游戏窗口。
但网星在其运营的后期，对外挂的态度逐渐松懈，导致外挂横行，而网星对此未能妥善处理，导致许多玩家对该公司甚至对游戏本身失去了信心。
對於外掛程式，從前大宇採取「永久停權」的作法，並留下記錄，依法追訴。是線上遊戲中代理商較為積極面對外掛問題的一款遊戲。
現在的大宇正好相反的縱容外掛，玩家提供錄影證據舉報外掛，大宇以「電磁紀錄無異常」答覆玩家。
詳情請上巴哈姆特-魔力寶貝板搜尋標題＂雙1競技場的「那堆寵」＂

#### 伺服器
在魔力最繁榮時期（約2004年3月~2005年11月）台灣伺服器共計有14個星系，分別為牡羊、金牛、雙子、巨蟹、獅子、處女、天秤、天蠍、射手、魔羯、水瓶、雙魚、飛馬、獵戶。同一時期香港伺服器共計有4個星系，分別為（香港）牡羊、（香港）金牛、（香港）雙子、（香港）飛馬。而現今（2012年6月）僅存雙子、獅子、（新）水瓶、卡蓮四個星系，（以上均未計入測試伺服器）。其中（新）水瓶伺服器強調無商城虛寶之獨特性，玩家生態明顯異於其他星系。
臺灣伺服器合併之歷史：
- 2006年5月15日 處女、射手、魔羯、水瓶、雙魚合併成露比
- 2006年11月6日 金牛、巨蟹、天蠍、天秤合併成心美

- 2010年11月1日 露比、心美、天秤星系合併成卡蓮
- 2012年5月28日 歌姬伺服器關閉 （页面存档备份，存于）

香港伺服器之歷史：
- 2003年4月25日 香港伺服器頁面與臺灣伺服器頁面分離獨立 （页面存档备份，存于），同時香港、九龍合併成（香港）牡羊、（香港）金牛、（香港）雙子
- 2006年6月5日 (香港)牡羊、(香港)雙子合併成(香港)露比 （页面存档备份，存于）
- 2008年9月8日 香港伺服器頁面合併入臺灣伺服器頁面（香港）露比改名為香港
- 2008年12月29日 香港(露比)關閉併入臺灣獅子

在網星運營時期伺服器大概有70多個星系（分10多個站，每個站有3至12個星系不等），後來因為玩家的劇減而分多次合併為4個星系，又在2007年3月底開放一個新星系，並在新星系加入PVP和PVE遊戲模式。
易玩通網於2006年8月8日開通《魔力寶貝》道具收費伺服器，為中國大陸首款以時長收費與道具收費同時運營的網路遊戲。

## 微電影
《魔力寶貝》手機版 首部微電影「我的魔力女友」

《魔力寶貝》手機版 青春第二部曲「法蘭城的約定」

魔力寶貝真人版 クロスゲート實寫版 Cross Gate Real 

【幕後花絮 Behind the sceen】魔力寶貝真人版 クロスゲート実写版 Cross Gate Real

## 外部連結

### 日文
- （CrossGate）官方網站

### 繁體中文
- 魔力寶貝官方網站 （页面存档备份，存于）
- 魔力寶貝：永恆初心官方網站 （页面存档备份，存于）
- 魔力寶貝 手機官方網站
- 魔力寶貝M 臉書 （页面存档备份，存于）

### 簡體中文
- 魔力宝贝官方网站 （页面存档备份，存于）
- 魔力寶貝手機版官方網站  （页面存档备份，存于）-騰訊